# Lake Awoonga
Lake Awoonga är en sjö i Australien. Den ligger i delstaten Queensland, omkring 410 kilometer nordväst om delstatshuvudstaden Brisbane. Lake Awoonga ligger 25 meter över havet. Arean är 6,8 kvadratkilometer. Den sträcker sig 7,3 kilometer i nord-sydlig riktning, och 9,3 kilometer i öst-västlig riktning.
I omgivningarna runt Lake Awoonga växer huvudsakligen savannskog. Trakten runt Lake Awoonga är nära nog obefolkad, med mindre än två invånare per kvadratkilometer. Genomsnittlig årsnederbörd är 1 264 millimeter. Den regnigaste månaden är januari, med i genomsnitt 295 mm nederbörd, och den torraste är september, med 30 mm nederbörd.